# Nemoria viridaria
Nemoria viridaria är en fjärilsart som beskrevs av Stoll 1790. Nemoria viridaria ingår i släktet Nemoria och familjen mätare. Inga underarter finns listade i Catalogue of Life.